# L'affittacamere (film 1962)
L'affittacamere (The Notorious Landlady) è un film del 1962 diretto da Richard Quine. È ispirato al romanzo The Notorious Tenant di Margery Sharp (1956).

## Trama
Il diplomatico americano William Gridley giunge a Londra e prende in affitto un appartamento dalla signora Carla Hardwicke, non sapendo che Scotland Yard sospetta che la donna abbia ucciso il marito Miles e ne abbia fatto sparire il cadavere. Tra i due nasce subito un'amicizia e l'ispettore Oliphant di Scotland Yard, che da tempo sta sorvegliando la Hardwicke, chiede a Gridley di indagare in maniera ufficiosa sulla sospettata. Pur riluttante, il diplomatico accetta di collaborare anche se teme di essere la prossima vittima, poiché la signora Hardwicke ha appena acquistato un certo quantitativo di veleno. Le paure di Gridley non trovano fondamento ed egli si convince definitivamente dell'innocenza della Hardwicke, da cui è irresistibilmente attratto.
Dopo un incontro con la Hardwicke, perfino il superiore di Gridley, il signor Ambruster, si persuade della non colpevolezza della donna. I due uomini iniziano insieme un'indagine personale per scagionare Carla dall'omicidio, ma improvvisamente Miles Hardwicke ricompare sulla scena, tornando vivo e vegeto dalla moglie e pretendendo di recuperare dei diamanti che aveva nascosto in casa prima di scomparire, frutto di un suo traffico illecito. Durante una colluttazione con la moglie, Hardwicke rimane ucciso. Carla deve quindi affrontare un processo e un successivo tentativo di ricatto, ma con l'aiuto di Gridley e Ambruster riesce a dimostrare la propria innocenza, dopo ripetuti colpi di scena.

## Riconoscimenti
- 1963 - Writers Guild of America Award
  - Candidatura alla miglior commedia americana a Larry Gelbart e Blake Edwards